# Unione Sportiva Lecce 1985-1986
Questa voce raccoglie le informazioni riguardanti l'Unione Sportiva Lecce nelle competizioni ufficiali della stagione 1985-1986.

## Stagione
Benché rinforzata dagli argentini Barbas e Pasculli, la compagine salentina — il cui debutto in massima serie si consumò imponendo un pareggio ai campioni uscenti del Verona — registrò un difficile impatto con la A, racimolando 6 punti nella fase d'andata che resero i giallorossi fanalino di coda già al giro di boa.
Pur a fronte di un lieve miglioramento nella tornata conclusiva, il Lecce non riuscì a schiodarsi dall'ultima posizione: a sancire anzitempo il ritorno in cadetteria fu, a fine marzo, una sconfitta esterna con l'Avellino. Malgrado il verdetto emesso con largo anticipo, i pugliesi seppero imprimere una svolta decisiva alla corsa-scudetto espugnando il terreno della Roma alla penultima giornata: il clamoroso risultato indirizzò il titolo in favore della Juventus, laureatasi campione nella domenica conclusiva trionfando proprio in casa salentina.
L'esito della trasferta romana e il peso della gara sulla classifica finale ingenerarono sospetti di "combine", presumibilmente riconducibili allo scandalo-scommesse esploso nella primavera 1986: dall'indagine non emerse tuttavia alcun elemento di interesse penale.

## Divise e sponsor
Lo sponsor tecnico per la stagione 1985-1986 fu Adidas, mentre lo sponsor ufficiale fu Alaska Gelati.
| Casa | Casa (2ª versione) | Trasferta |

## Organigramma societario
Area direttiva
- Presidente: Franco Jurlano
- General manager: Domenico Cataldo
- Segretario: Enzo Delli Noci

Area tecnica
- Allenatore: Eugenio Fascetti
- Allenatore in seconda: Olmes Neri

## Rosa
| N. |                      | Ruolo | Calciatore               |
| -- | -------------------- | ----- | ------------------------ |
|    | Italia (bandiera)    | P     | Stefano Ciucci           |
|    | Italia (bandiera)    | P     | Giordano Negretti        |
|    | Italia (bandiera)    | P     | Enrico Pionetti          |
|    | Italia (bandiera)    | D     | Giuseppe Colombo         |
|    | Italia (bandiera)    | D     | Luigi Danova             |
|    | Italia (bandiera)    | D     | Stefano Di Chiara (I)    |
|    | Italia (bandiera)    | D     | Luigi Garzya             |
|    | Italia (bandiera)    | D     | Carmelo Miceli           |
|    | Italia (bandiera)    | D     | Roberto Miggiano         |
|    | Italia (bandiera)    | D     | Salvatore Antonio Nobile |
|    | Italia (bandiera)    | D     | Rodolfo Vanoli           |
|    | Argentina (bandiera) | C     | Juan Barbas              |
|    | Italia (bandiera)    | C     | Franco Causio (capitano) |

| N. |                      | Ruolo | Calciatore             |
| -- | -------------------- | ----- | ---------------------- |
|    | Italia (bandiera)    | C     | Antonio Conte          |
|    | Italia (bandiera)    | C     | Giorgio Enzo           |
|    | Italia (bandiera)    | C     | Dario Levanto          |
|    | Italia (bandiera)    | C     | Claudio Luperto        |
|    | Italia (bandiera)    | C     | Maurizio Orlandi       |
|    | Italia (bandiera)    | C     | Marino Palese          |
|    | Italia (bandiera)    | C     | Maurizio Raise         |
|    | Italia (bandiera)    | C     | Roberto Rizzo          |
|    | Italia (bandiera)    | A     | Alberto Di Chiara (II) |
|    | Italia (bandiera)    | A     | Alessandro Morello     |
|    | Italia (bandiera)    | A     | Ricardo Paciocco       |
|    | Argentina (bandiera) | A     | Pedro Pasculli         |
|    | Italia (bandiera)    | A     | Tommaso Lo Gatto       |

## Risultati

### Serie A

#### Girone di andata
| Arbitro: | Lo Bello (Siracusa) |

|                                  |           |                         |
| Elkjær Larsen 25’ Di Gennaro 63’ | Marcatori | 54’ Nobile 72’ Paciocco |

| Arbitro: | Pairetto (Torino) |

|            |           |  |
| Virdis 12’ | Marcatori |  |

| Lecce 22 settembre 1985 3ª giornata | Lecce         | 0 – 0 | Torino | Stadio Via del Mare\| Arbitro: \| Redini (Pisa) \| |
| Arbitro:                            | Redini (Pisa) |       |        |                                                    |

| Arbitro: | Baldi (Roma) |

|                                          |           |            |
| Monelli I 36’, 45’ Passarella 83’ (rig.) | Marcatori | 50’ Palese |

| Lecce 6 ottobre 1985 5ª giornata | Lecce            | 0 – 0 | Napoli | Stadio Via del Mare\| Arbitro: \| Casarin (Milano) \| |
| Arbitro:                         | Casarin (Milano) |       |        |                                                       |

| Arbitro: | Pezzella (Frattamaggiore) |

|                                  |           |            |
| Donadoni 19’ Cantarutti 51’, 54’ | Marcatori | 66’ Causio |

| Arbitro: | D'Elia (Salerno) |

|  |           |            |
|  | Marcatori | 11’ Cucchi |

| Arbitro: | Pieri (Genova) |

|                          |           |  |
| Rideout 32’ Bergossi 80’ | Marcatori |  |

| Arbitro: | Lombardo (Marsala) |

|                         |           |  |
| Barbas 32’ Paciocco 79’ | Marcatori |  |

| Arbitro: | Magni (Bergamo) |

|                                |           |  |
| Souness 54’ Mancini 69’ (rig.) | Marcatori |  |

| Arbitro: | Bergamo (Livorno) |

|                      |           |                        |
| Causio 8’ Barbas 61’ | Marcatori | 1’ Batista 82’ Murelli |

| Arbitro: | Lanese (Messina) |

|                                 |           |  |
| Baldieri 39’ Muro 74’ Kieft 83’ | Marcatori |  |

| Arbitro: | D'Elia (Salerno) |

|                   |           |                                                       |
| Causio 61’ (rig.) | Marcatori | 34’, 84’ Borgonovo 45’ Corneliusson 87’ (rig.) Dirceu |

| Arbitro: | Redini (Pisa) |

|  |           |                                      |
|  | Marcatori | 58’ Bonetti 64’ Boniek 90’ Tovalieri |

| Arbitro: | Coppetelli (Tivoli) |

|                                  |           |  |
| Serena 22’, 43’ Platini 51’, 57’ | Marcatori |  |

#### Girone di ritorno
| Arbitro: | Mattei (Macerata) |

|              |           |  |
| Pasculli 28’ | Marcatori |  |

| Arbitro: | Agnolin (Bassano del Grappa) |

|  |           |                               |
|  | Marcatori | 53’ (rig.) Virdis 76’ Hateley |

| Arbitro: | Luci (Firenze) |

|                                                 |           |              |
| Di Chiara I 46’ (aut.) Corradini 68’ Júnior 75’ | Marcatori | 27’ Pasculli |

| Arbitro: | Sguizzato (Verona) |

|                               |           |               |
| Pasculli 67’ Di Chiara II 85’ | Marcatori | 8’ Battistini |

| Arbitro: | Longhi (Roma) |

|             |           |  |
| Bertoni 43’ | Marcatori |  |

| Arbitro: | Lombardo (Marsala) |

|                   |           |               |
| Pasculli 56’, 75’ | Marcatori | 52’ Strömberg |

| Arbitro: | Lamorgese (Potenza) |

|                                  |           |  |
| Tardelli 55’ Rummenigge 75’, 83’ | Marcatori |  |

| Arbitro: | Agnolin (Bassano del Grappa) |

|              |           |               |
| Pasculli 86’ | Marcatori | 10’ Piraccini |

| Arbitro: | Lombardo (Marsala) |

|                             |           |           |
| Miano 30’ Edinho 51’ (rig.) | Marcatori | 28’ Raise |

| Arbitro: | Testa (Prato) |

|  |           |                   |
|  | Marcatori | 45’ (rig.) Vialli |

| Arbitro: | Leni (Perugia) |

|                      |           |  |
| Díaz 44’ Galvani 86’ | Marcatori |  |

| Arbitro: | Pieri (Genova) |

|                    |           |              |
| Mariani 58’ (aut.) | Marcatori | 27’ Baldieri |

| Arbitro: | Fabricatore (Roma) |

|                             |           |  |
| Albiero 35’ (rig.) Fusi 68’ | Marcatori |  |

| Arbitro: | Lo Bello (Siracusa) |

|                        |           |                                         |
| Graziani 7’ Pruzzo 82’ | Marcatori | 34’ Di Chiara II 42’ (rig.), 53’ Barbas |

| Arbitro: | Agnolin (Bassano del Grappa) |

|                             |           |                                     |
| Miceli 73’ Di Chiara II 86’ | Marcatori | 69’ Mauro II 79’ Cabrini 85’ Serena |

### Coppa Italia

#### Girone 2
| Arbitro: | Luci (Firenze) |

|                            |           |                        |
| Lamia Caputo 27’ Da Re 50’ | Marcatori | 34’ Raise 77’ Paciocco |

| Arbitro: | Redini (Pisa) |

|  |           |                              |
|  | Marcatori | 9’ Pasculli 65’ Di Chiara II |

| Arbitro: | Baldi (Roma) |

|                    |           |               |
| Mazzeni 44’ (aut.) | Marcatori | 57’ Pasciullo |

| Arbitro: | Bruschini (Firenze) |

|                                 |           |            |
| Olivotto 4’ (aut.) Pasculli 76’ | Marcatori | 14’ Benini |

| Arbitro: | Mattei (Macerata) |

|                        |           |  |
| Giordano 23’ Bagni 85’ | Marcatori |  |

## Statistiche

### Statistiche di squadra
| Competizione | Punti | In casa | In casa | In casa | In casa | In casa | In casa | In trasferta | In trasferta | In trasferta | In trasferta | In trasferta | In trasferta | Totale | Totale | Totale | Totale | Totale | Totale | DR  |
| Competizione | Punti | G       | V       | N       | P       | Gf      | Gs      | G            | V            | N            | P            | Gf           | Gs           | G      | V      | N      | P      | Gf     | Gs     | DR  |
| ------------ | ----- | ------- | ------- | ------- | ------- | ------- | ------- | ------------ | ------------ | ------------ | ------------ | ------------ | ------------ | ------ | ------ | ------ | ------ | ------ | ------ | --- |
| Serie A      | 16    | 15      | 4       | 5       | 6       | 14      | 20      | 15           | 1            | 1            | 13           | 9            | 35           | 30     | 5      | 6      | 19     | 23     | 55     | −32 |
| Coppa Italia |       | 2       | 1       | 1       | 0       | 3       | 2       | 3            | 1            | 1            | 1            | 4            | 4            | 5      | 2      | 2      | 1      | 7      | 6      | 1   |
| Totale       |       | 17      | 5       | 6       | 6       | 17      | 22      | 18           | 2            | 2            | 14           | 13           | 39           | 35     | 7      | 8      | 20     | 30     | 61     | −31 |

### Statistiche dei giocatori
| Giocatore         | Serie A  | Serie A | Serie A     | Serie A    | Coppa Italia | Coppa Italia | Coppa Italia | Coppa Italia | Totale   | Totale | Totale      | Totale     |
| Giocatore         | Presenze | Reti    | Ammonizioni | Espulsioni | Presenze     | Reti         | Ammonizioni  | Espulsioni   | Presenze | Reti   | Ammonizioni | Espulsioni |
| ----------------- | -------- | ------- | ----------- | ---------- | ------------ | ------------ | ------------ | ------------ | -------- | ------ | ----------- | ---------- |
| J. Barbas         | 24       | 4       | ?           | ?          | 5            | 0            | ?            | ?            | 29       | 4      | ?           | ?          |
| F. Causio         | 26       | 3       | ?           | ?          | 5            | 0            | ?            | ?            | 31       | 3      | ?           | ?          |
| S. Ciucci         | 6        | -9      | ?           | ?          | -            | -            | -            | -            | 6        | -9     | 0+          | 0+         |
| G. Colombo        | 12       | 0       | ?           | ?          | 1            | 0            | ?            | ?            | 13       | 0      | ?           | ?          |
| A. Conte          | 2        | 0       | ?           | ?          | -            | -            | -            | -            | 2        | 0      | 0+          | 0+         |
| L. Danova         | 22       | 0       | ?           | ?          | -            | -            | -            | -            | 22       | 0      | 0+          | 0+         |
| A. Di Chiara (II) | 25       | 3       | ?           | ?          | 5            | 1            | ?            | ?            | 30       | 4      | ?           | ?          |
| S. Di Chiara (I)  | 23       | 0       | ?           | ?          | 5            | 0            | ?            | ?            | 28       | 0      | ?           | ?          |
| G. Enzo           | 25       | 0       | ?           | ?          | 5            | 0            | ?            | ?            | 30       | 0      | ?           | ?          |
| L. Garzya         | 1        | 0       | ?           | ?          | -            | -            | -            | -            | 1        | 0      | 0+          | 0+         |
| D. Levanto        | 1        | 0       | ?           | ?          | 1            | 0            | ?            | ?            | 2        | 0      | ?           | ?          |
| T. Logatto        | 2        | 0       | ?           | ?          | -            | -            | -            | -            | 2        | 0      | 0+          | 0+         |
| C. Luperto        | 12       | 0       | ?           | ?          | -            | -            | -            | -            | 12       | 0      | 0+          | 0+         |
| C. Miceli         | 27       | 1       | ?           | ?          | 5            | 0            | ?            | ?            | 32       | 1      | ?           | ?          |
| R. Miggiano       | 3        | 0       | ?           | ?          | 2            | 0            | ?            | ?            | 5        | 0      | ?           | ?          |
| A. Morello        | 1        | 0       | ?           | ?          | -            | -            | -            | -            | 1        | 0      | 0+          | 0+         |
| G. Negretti       | 18       | -32     | ?           | ?          | 5            | -6           | ?            | ?            | 23       | -38    | ?           | ?          |
| A. Nobile         | 23       | 1       | ?           | ?          | 3            | 0            | ?            | ?            | 26       | 1      | ?           | ?          |
| M. Orlandi        | 4        | 0       | ?           | ?          | 3            | 0            | ?            | ?            | 7        | 0      | ?           | ?          |
| R. Paciocco       | 25       | 2       | ?           | ?          | 4            | 1            | ?            | ?            | 29       | 3      | ?           | ?          |
| M. Palese         | 17       | 1       | ?           | ?          | 2            | 0            | ?            | ?            | 19       | 1      | ?           | ?          |
| P. Pasculli       | 23       | 6       | ?           | ?          | 5            | 2            | ?            | ?            | 28       | 8      | ?           | ?          |
| E. Pionetti       | 7        | -14     | ?           | ?          | -            | -            | -            | -            | 7        | -14    | 0+          | 0+         |
| M. Raise          | 22       | 1       | ?           | ?          | 3            | 1            | ?            | ?            | 25       | 2      | ?           | ?          |
| R. Rizzo          | 7        | 0       | ?           | ?          | -            | -            | -            | -            | 7        | 0      | 0+          | 0+         |
| R. Vanoli         | 25       | 0       | ?           | ?          | 4            | 0            | ?            | ?            | 29       | 0      | ?           | ?          |